# 河口镇 (河口县)
河口镇，是中华人民共和国云南省红河哈尼族彝族自治州河口瑶族自治县下辖的一个乡镇级行政单位。

## 行政区划
河口镇下辖以下地区：
合群社区、槟榔社区、北山社区、城郊村、坝洒村、河口农场村和坝洒农场村。